# Haddenhauser Berg
Die Haddenhauser Berg ist ein 261,3 m ü. NHN hoher Berg im Wiehengebirge. 

## Lage
Der Berg liegt auf der Grenze der ostwestfälischen Stadt Minden und der Gemeinde Hille im Norden und der Stadt Bad Oeynhausen im Süden im Kreis Minden-Lübbecke.
Der Berg ist nach der Ortschaft Haddenhausen benannt, einem Stadtteil von Minden, deren Zentrum etwa drei Kilometer nordöstlich des Berges liegt. Näher am Berg direkt am Südhang liegt Volmerdingsen. 1,3 Kilometer westlich des Berges liegt Bergkirchen, die einzige Ortschaft des Kreises auf dem Gebirgskamm.
Der Haddenhauser Berg hat, wie fast alle Berge im Wiehengebirge, einen langgestreckten Kammgipfel (Egge) und ist von den westlich anschließenden Gipfeln nur durch Dören getrennt. Daher wird der Berg nur bedingt als markanter Gipfel wahrgenommen.
Im Bereich des Haddenhauser Berges ist das kammartige Wiehengebirge mit 950 Meter relativ schmal. Der Haddenhauser Berg ist im Norden bis rund 120 bis 130 Meter hinab bewaldet. Im Süden  reicht der Wald zum Teil bis auf 130 Meter, teilweise reichen landwirtschaftliche Flächen aber auch bis auf 200 Meter.
Am Südhang des Berges liegt die diakonische Einrichtung Wittekindshof.

## Tourismus
Der Berggipfel des Berges ist wegelos. Unweit des Gipfels verlaufen der Wittekindsweg, der E11 und der Rundwanderweg Rund um den Jordansprudel. Unweit südlich des Gipfels verläuft der Mühlensteig. 250 Meter westlich des Gipfels steht eine Schutzhütte.